# 김수연 (1981년)
김수연(1981년 10월 10일 ~ )은 대한민국의 배우 겸 작가이다.

## 학력
- 2000년 ~ 2004년 중앙대학교 연극과 학사

## 경력
- 2003년 KBS 공채 20기 탤런트
- 2016년 ~ 하나북스토리 대표

## 출연

### 방송

#### 드라마
- 2007년 KBS 1TV 《아름다운 시절》
- 2015년 KBS 1TV 《징비록》
- 2016년 JTBC 《욱씨남정기》
- 2017년 MBC 《힘쎈여자 도봉순》 - 재순 엄마 역
- 2018년 KBS 2TV 《같이 살래요》 - 최수지 역
- 2018년 TvN 《드라마 스테이지 - 굿-바이 내 인생보험》

#### 어린이
- 2004년 KBS 1TV 《TV유치원》 - 하나언니

#### 기타
- 2016년 ~ 유튜브 / 네이버 TV / 네이버 오디오클립 《하나언니 동화나라》

### 영화
- 2003년 《영향 아래 있는 남자》
- 2007년 《우리동네》 - 통신사 여직원 역
- 2015년 《미안해 사랑해 고마워》 - 오 선생 역
- 2016년 《나를 잊지 말아요》 - 간호사 1 역
- 2017년 《살인자의 기억법》 - 정신병원 간호사 1 역
- 2018년 《공작》 - 여 간호사 역
- 2019년 《우리집》 - 유미 엄마 역

### 공연

#### 연극
- 2008년 《닥터 이라부》 - 이혜리 역
- 2008년 《플리즈》 - 오수정 역
- 2009년 《땅굴》 - 수연 역
- 2009년 《봄 작가, 겨울 무대》
- 2010년 《그냥 청춘》
- 2011년 《미남선발대회》 - 사회자 역
- 2014년 《마이 퍼스트 타임》 - 여자 1 역

#### 뮤지컬
- 2003년 《신데렐라》
- 2003년 《알라딘》
- 2003년 《판타스틱》
- 2006년 《그리스》
- 2006년 《행진 와이키키 브라더스》
- 2008년 《루나틱》 - 고독해 역
- 2010년 《마법사들》 - 하영 역
- 2010년 《마법사들 시즌 2》 - 하영 역
- 2010년 《클럽 뮤지컬 파티 어썸 프람》 - MISSY 역
- 2010년 《클럽 파티 어썸 프람》 - MISSY 역
- 2019년 《구내과병원》 - 윤명희 역

## 도서
- 2020년 《북극곰 로라와의 인터뷰》 (하나언니 동화나라) (하나북스토리)